# Lista de municípios do Espírito Santo por IFDM
Esta é uma lista de municípios do Espírito Santo ordenados por Índice FIRJAN de Desenvolvimento Municipal (IFDM) conforme dados divulgados pelo Sistema FIRJAN em 2015 com base no ano de 2013.
O Índice FIRJAN de Desenvolvimento Municipal (IFDM) é um estudo anual criado para acompanhar o desenvolvimento humano, econômico e social dos municípios do Estado do Rio de Janeiro e do Brasil (5.565 no total), com base exclusivamente em estatísticas oficiais. Ele leva em conta três indicadores: emprego e renda como um único indicador e  educação e saúde como indicadores separados, cada qual com um conjunto respectivo de variáveis. Devido às suas características, a ferramenta tem servido como uma fotografia de políticas públicas e como fonte para "estudos nacionais e internacionais a respeito do desenvolvimento brasileiro". Mesmo porque seu resultado é capaz de retratar o nível de desenvolvimento de cada cidade e, assim, dar uma ideia sobre a qualidade de vida de seus cidadãos.
O IFDM é semelhante ao Índice de Desenvolvimento Humano (IDH), calculado pela ONU. Uma diferença entre ambos é que os dados do IFDM “podem ser coletados todo ano”, ao passo que os do IDH só são levantados uma vez por década, pois dependem de “dados do censo demográfico, realizado a cada 10 anos.”

## Categorias

Mapa dos municípios do Espírito Santo por IFDM em 2013.Legenda:
Alto (7 municípios)
Moderado (70 municípios)
Regular (1 município)
Baixo (nenhum município)
Sem dados (nenhum município)

O índice varia de zero (valor mínimo) até 1 (valor máximo), sendo considerado:
- Alto, resultados superiores a 0,8 pontos;
- Moderado, resultados entre 0,6 e 0,8 pontos;
- Regular, resultados entre 0,4 e 0,6 pontos;
- Baixo, resultados inferiores a 0,4 pontos;

## Lista dos municípios
| Posição                  | Município               | IFDM Consolidado (2013) |
| Desenvolvimento alto     | Desenvolvimento alto    | Desenvolvimento alto    |
| ------------------------ | ----------------------- | ----------------------- |
| 1º                       | Linhares                | 0.8596                  |
| 2º                       | Vitória                 | 0.8421                  |
| 3º                       | Colatina                | 0.8262                  |
| 4º                       | Cachoeiro de Itapemirim | 0.8171                  |
| 5º                       | Iconha                  | 0.8126                  |
| 6º                       | Ibiraçu                 | 0.8110                  |
| 7º                       | Aracruz                 | 0.8021                  |
| Desenvolvimento moderado |                         |                         |
| 8º                       | Serra                   | 0.7958                  |
| 9º                       | Venda Nova do Imigrante | 0.7933                  |
| 10º                      | Atilio Vivacqua         | 0.7932                  |
| 11º                      | Castelo                 | 0.7901                  |
| 12º                      | Vila Velha              | 0.7870                  |
| 13º                      | Santa Maria de Jetibá   | 0.7861                  |
| 14º                      | Marechal Floriano       | 0.7847                  |
| 15º                      | Marilândia              | 0.7795                  |
| 16º                      | Anchieta                | 0.7746                  |
| 17º                      | São Mateus              | 0.7683                  |
| 18º                      | Nova Venécia            | 0.7650                  |
| 19º                      | Alfredo Chaves          | 0.7629                  |
| 20º                      | Viana                   | 0.7607                  |
| 21º                      | Domingos Martins        | 0.7605                  |
| 22º                      | Fundão                  | 0.7572                  |
| 23º                      | Laranja da Terra        | 0.7565                  |
| 24º                      | Cariacica               | 0.7562                  |
| 25º                      | Sooretama               | 0.7551                  |
| 26º                      | Conceição da Barra      | 0.7509                  |
| 27º                      | Santa Teresa            | 0.7487                  |
| 28º                      | Itapemirim              | 0.7439                  |
| 29º                      | São Roque do Canaã      | 0.7424                  |
| 30º                      | Águia Branca            | 0.7401                  |
| 31º                      | Alegre                  | 0.7382                  |
| 32º                      | Vila Valério            | 0.7374                  |
| 33º                      | Governador Lindenberg   | 0.7349                  |
| 34º                      | Jaguaré                 | 0.7348                  |
| 35º                      | João Neiva              | 0.7314                  |
| 36º                      | Baixo Guandu            | 0.7311                  |
| 37º                      | Itaguaçu                | 0.7258                  |
| 38º                      | Vargem Alta             | 0.7253                  |
| 39º                      | Barra de São Francisco  | 0.7247                  |
| 40º                      | Rio Novo do Sul         | 0.7244                  |
| 41º                      | Vila Pavão              | 0.7224                  |
| 42º                      | Presidente Kennedy      | 0.7203                  |
| 43º                      | Afonso Cláudio          | 0.7165                  |
| 44º                      | Pancas                  | 0.7155                  |
| 45º                      | Piúma                   | 0.7084                  |
| 46º                      | Brejetuba               | 0.7079                  |
| 47º                      | Mantenópolis            | 0.7043                  |
| 48º                      | Mimoso do Sul           | 0.7020                  |
| 48º                      | Rio Bananal             | 0.7020                  |
| 50º                      | Marataízes              | 0.7019                  |
| 51º                      | Pinheiros               | 0.6998                  |
| 52º                      | Montanha                | 0.6982                  |
| 53º                      | Itarana                 | 0.6975                  |
| 54º                      | Guarapari               | 0.6967                  |
| 55º                      | São José do Calçado     | 0.6948                  |
| 56º                      | Santa Leopoldina        | 0.6850                  |
| 57º                      | Muqui                   | 0.6812                  |
| 58º                      | Ponto Belo              | 0.6811                  |
| 58º                      | Água Doce do Norte      | 0.6811                  |
| 60º                      | São Domingos do Norte   | 0.6810                  |
| 61º                      | Mucurici                | 0.6790                  |
| 62º                      | São Gabriel da Palha    | 0.6704                  |
| 63º                      | Irupi                   | 0.6582                  |
| 64º                      | Divino de São Lourenço  | 0.6557                  |
| 65º                      | Alto Rio Novo           | 0.6526                  |
| 66º                      | Jerônimo Monteiro       | 0.6518                  |
| 67º                      | Boa Esperança           | 0.6501                  |
| 68º                      | Conceição do Castelo    | 0.6490                  |
| 69º                      | Ibitirama               | 0.6465                  |
| 70º                      | Muniz Freire            | 0.6430                  |
| 71º                      | Pedro Canário           | 0.6349                  |
| 72º                      | Guaçuí                  | 0.6322                  |
| 73º                      | Ecoporanga              | 0.6315                  |
| 74º                      | Bom Jesus do Norte      | 0.6275                  |
| 75º                      | Apiacá                  | 0.6271                  |
| 76º                      | Dores do Rio Preto      | 0.6185                  |
| 77º                      | Ibatiba                 | 0.6088                  |
| Desenvolvimento regular  |                         |                         |
| 78º                      | Iúna                    | 0.5888                  |
| Desenvolvimento baixo    |                         |                         |
| nenhum município         |                         |                         |